# ویلا گوبرنادور گالوز
ویلا گوبرنادور گالوز (به اسپانیایی: Villa Gobernador Gálvez) یک منطقهٔ مسکونی در آرژانتین است که در Rosario Department واقع شده‌است. ویلا گوبرنادور گالوز ۷۴٬۵۰۹ نفر جمعیت دارد.